# Чванов, Сергей Сергеевич
Сергей Сергеевич Чванов (род. 20 мая 1991, Череповец, Вологодская область) — российский хоккеист, защитник.

## Биография
Воспитанник «Северстали» (тренер Сергей Кондрашкин), серебряный и бронзовый призёр юношеских чемпионатов России. Начинал играть в первой лиге первенства России за «Северсталь-2» с сезона 2006/07. В сезонах 2009/10 — 2010/11 выступал в МХЛ за «Алмаз». 4 октября 2009 года провёл единственный матч в КХЛ — в гостевой игре «Северстали» против «Динамо» Минск (1:2). В сезоне 2011/12 играл за «Кристалл» Саратов (ВХЛ) и «Алмаз». В сезоне 2012/13 — за команду «Красноярские рыси» (МХЛ-Б) и «Сокол» Красноярск (ВХЛ, 1 матч). Последний клуб — ХК «Брянск» (2013/14, РХЛ).
Серебряный призёр чемпионата мира среди юниоров 2009, капитан команды.